# Kurt H. Kjær
Kurt Henrik Kjær (født 14. april 1970 i Horslunde på Lolland) er en dansk geolog og professor ved Københavns Universitet. Han har ikke mindst forsket i grønlandsk historisk og forhistorisk geologi og blandt andet foretaget kendte studier om de grønlandske gletsjeres historie og deltaget i opdagelsen og undersøgelsen af flere millioner år gammelt fossilt DNA i Grønland. 

## Barndom og karriere
Kurt Henrik Kjær blev født i Horslunde på Vestlolland i 1970 som søn af Hans Christian Kjær og Greta Carol Skafte, født Christensen. Han gik på Horslunde Realskole, hvorfra han tog folkeskolens udvidede afgangsprøve i 1987. To år senere tog han hf-eksamen fra Nakskov Gymnasium og HF. Samme år påbegyndte han sit studium ved Københavns Universitet (KU), hvorfra han blev cand.scient. i geologi i 1996 og ph.d. i 2000. Samme år blev han ansat som adjunkt ved Geologisk Museum på KU, men var fra 2001-2005 tilknyttet Geologisk Institut ved Lund Universitet som postdoc. I 2004 blev han docent (ikke en stilling, men en akademisk grad) ved det svenske universitet. Fra 2004 til 2008 var han forskningslektor ved Statens Naturhistoriske Museum ved KU og derefter indtil 2012 "almindelig" lektor sammesteds. 2012-2015 var han professor mso og fra 2015 ordinær professor, fortsat ved Statens Naturhistoriske Museum.

## Forskning
Kjærs primære forskningsområder er det kvartære palæoklima, gletsjerdynamik, den grønlandske indlandsis' historie og stabilitet, sammenhængen mellem klima, is og landskab samt geogenetik (fossilt DNA).
Han har blandt andet kortlagt gletsjernes historie i Grønland ved hjælp af gamle flybilleder. Han så potentialet i dette dokumentariske materiale og udnyttede dem på en innovativ måde til at demonstrere gletsjernes ændringer de seneste ca. 80 år. Resultatet blev publiceret i flere førende internationale tidsskrifter. I perioden 2010-2014 blev hans billedbrug således offentliggjort i 10 artikler. Hovedresultatet blev bragt i det prestigefulde amerikanske tidsskrift Science i 2012 med Kjær som hovedforfatter, hvor det beskrives, hvordan indlandsisen reagerer på klimaforandringer. I 2014 modtog Kjær Danmarks Geologipris for sit samlede arbejde om gletsjernes historie.
Kjær var i 2015 med til at opdage og undersøge et kæmpe meteorkrater under indlandsisen i Grønland. Dette arbejde blev senere nomineret til en international pris af tidsskriftet Science.
I 2022 var Kjær sammen med professor Eske Willerslev i spidsen for et forskerhold, der fandt det ældste DNA, som nogensinde er fundet og analyseret, i form af  en række ultrakorte stykker DNA i nogle to millioner år gamle lag i en sedimentaflejring i Nordgrønland. Resultatet blev siden publiceret i Nature.